# Stazione di Wels Centrale
La stazione di Wels Centrale (in tedesco Wels Hbf) è la principale stazione ferroviaria della città austriaca di Wels. La stazione è sulla Westbahn.